# Крокодил кубинський
Крокодил кубинський, кріолло (Crocodylus rhombifer) — плазун з роду крокодилів, ендемік Куби.

## Ареал
Кубинський крокодил має найменший ареал з усіх крокодилів, він мешкає лише на Кубі у болоті Сапата на північному заході острова і в болоті Ланьє на острові Хувентуд. Раніше вид був ширше поширений, але дотепер на Кайманових і Багамських островах він зник.

## Біологічний опис
Голова кубинського крокодила коротка і широка, позаду очей є кістяний гребінь. Луски на спині, шиї і лапах великі. У молодих крокодилів райдужна оболонка очей світла, але з віком вона темніє. Цей вид має численні цікаві характеристики, які відрізняють його від інших крокодилів, як, наприклад, яскравіші кольори дорослих особин, довгі та сильні ноги та ін. Пальці на ногах короткі та пов'язані слабо розвиненою плавальною перегородкою, що вказує, що вид більше часу проводить на суші в порівнянні з іншими видами крокодилів. Цей вид — найбільш наземний з крокодилів, а також можливо і «найрозумніший». Загальна кількість зубів — 66-68: передщелепних зубів 5; щелепних 13-14; нижньощелепних −15-16. Кубинські крокодили мають широкі кутні зуби, які пристосовані для прокусування і розтрощення панцирів черепах.

### Забарвлення
Колір тіла — від зеленого до жовто-зеленого з жовтими і чорними плямами. Черево світле, темні пестріни відсутні. Хвіст покритий плямами і / або групами плям чорного кольору. Крокодил має характерний жовтий та чорний візерунок на шкірі, через що іноді зветься «перловим крокодилом». У голови основний фон темніший.

### Розмір
Кубинський крокодил середнього розміру, сягає до 3,5 м у довжину (зустрічаються окремі особини до 5 м). Самки менші за самців.

### Вага
Вага залежить від їхнього віку і довжини. Встановлено, що при довжині тіла 3,5 м їхня вага становить приблизно 130 кг.

### Тривалість життя
Тривалість життя від 50 до 75 років, за іншими даними кубинські крокодили мають життєвий діапазон аж до 100 років.

## Екологія

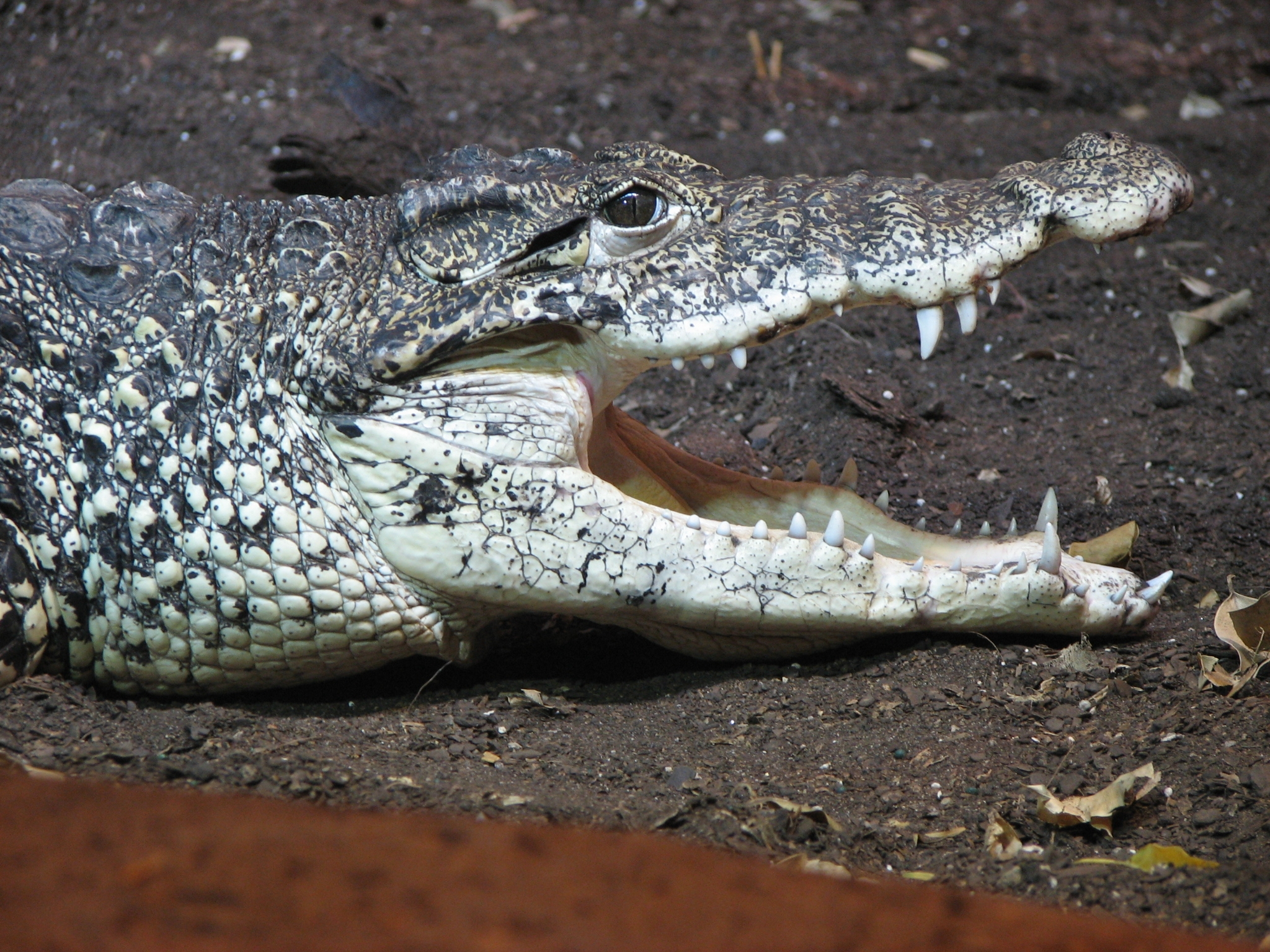

Населяє прісноводні болота, але може винести воду помірної солоності.
Головний ворог — людина. Крім того, він змушений конкурувати з коричневим кайманом (Caiman crocodilus fuscus), що мешкає разом з ним в болоті Ланьє.

## Харчування
Молоді кубинські крокодили харчуються комахами та дрібною рибою. Дорослий кубинський крокодил харчується в основному рибою і черепахами виду Chelonia, іноді — дрібними ссавцями. Цей вид віддає перевагу полюванню на суші. Зареєстровані випадки поїдання крокодилами деревних ссавців, які звисають із гілок дерев (за допомогою вистрибування з води). Викопні рештки свідчать про те, що кубинські крокодили харчувалися гігантськими слимаками, нині вимерлими, в результаті чого у них і сформувалася особлива будова зубів, яка нині адаптована до панцира черепах.
У зоопарках їдять попередньо убитих кроликів, а дрібніші особини — щурів.

## Поведінка
Для кубинських крокодилів, як і для всіх рептилій, важливо підтримувати потрібну температуру тіла, оскільки вони не здатні виробляти тепло в процесі обміну речовин. Вони проводять деякий час на землі, гріючись на сонці або в теплих водах на мілині. Це відбувається вранці, коли крокодили охолоджуються у прохолодній воді, а після їжі, коли обмін речовин підвищує температуру тіла, їм потрібно охолонути.
Кубинські крокодили — відмінні плавці, хоча здатні пересуватися і по суші. На землі вони пересуваються вільно і спритно, оскільки їхні кінцівки пристосовані до пересування по поверхні землі — передні лапи потужні, а перетинка між пальцями невелика. Пересуваючись по землі, тварини високо підіймають тіло й іноді здійснюють стрибки.
Під час полювання іноді не тільки вистрибують з води, але і збивають свою жертву (зі навислої над водою гілки) потужним ударом
хвоста.

## Соціальна структура
Крокодили часто збираються у великі групи для полювання або годування, відносини між ними підтримуються у строгому дотриманні ієрархії. Ієрархія в групі встановлюється виходячи з розміру та темпераменту тварин.

## Розмноження
Немає точних даних про розмноження кубинського крокодила. Є спостереження щодо гнізд, які роблять крокодили — в одних випадках у природних умовах вони риють нори, в інших умовах — споруджують гніздо на землі. Можна зробити висновок, що кубинські крокодили будують гніздо одним із двох способів, що залежить від середовища проживання і відповідних умов (тобто наявності рослинного матеріалу для будівництва). Величина кладки залежить від довжини та віку самки. У кладці зазвичай буває 30-40 яєць. Яйця мають розміри 5-7,6 см в довжину і масу близько 112 р.
Температура всередині гнізда визначає стать ембріонів. Самці вилуплюються при температурі
30-32 °C, в той час, як самки з'являються в гніздах, коли температура вище або нижче цих значень.

### Сезон / період розмноження
Сезон розмноження починається в травні та триває 3-4 місяці. У місцях співіснування на одній території з гостромордим крокодилом кубинський крокодил здатний схрещуватися з ним, утворюючи генетичні гібриди, що загрожує чистоті виду. Схрещування видається можливим, оскільки кінець сезону розмноження у гостромордого крокодила збігається з початком сезону розмноження у кубинського.
Інкубація триває 58-70 днів.
Спостереження показують, що 99% усіх яєць і новонароджених не виживає, оскільки вони стають здобиччю дрібних і великих хижаків — ссавців, рептилій, птахів. Часто молоді тварини стають здобиччю дорослих крокодилів.

## Користь / шкода для людини
Кубинський крокодил є об'єктом полювання. Його шкіра використовується в промисловості для виготовлення гаманців, черевик, портфелів та інших речей. Рептилій також відловлюють заради білого м'яса (у хвості), яке вважається делікатесом. З молодих особин, вирощених на фермах, виготовляють опудала для туристичної торгівлі.

## Популяція / статус збереження
Нині кубинський крокодил один з найрідкісніших крокодилів у світі — він належить до зникаючих видів. Вид внесено до Додатка I Конвенції CITES і до Міжнародної Червоної книги по категорії: EN A1ce, B1 +2 c (загрожений вид). Основна частина популяції зосереджена на болоті Запата і становить 3000-6000 особин, які проживають на площі 300 км² в південно-західній частині болота. У 1950-60-х рр.. набули поширення крокодилячі ферми, які повинні були задовольнити потреби промисловості в крокодилячій шкірі.
У 1985 р. 107 кубинських крокодилів було надіслано як подарунок з Куби уряду В'єтнаму. Чотири крокодили були дорослими, а іншим близько року. До 1994 р. приблизно половина крокодилів загинула. Зараз на крокодилячих фермах у В'єтнамі розводять гібридів кубинського і сіамського крокодилів. І в тих, і в інших випадках, гібриди здатні до розмноження і беруть участь в програмах по штучному розведенню кубинського крокодила, що порушує чистоту генетичного типу цього виду.
Завдяки зооохоронним заходам, популяція виду поступово відновлюється.